# 園太暦
『園太暦』（えんたいりゃく）は、“中園太政大臣”と称された南北朝時代の公卿・洞院公賢の日記。『中園相国記』とも。南北朝時代における基本史料。
著者の洞院公賢は、太政大臣という高官に就き、また有職故実に通じていたために、天皇や公卿からの相談も多く、この時期における朝廷の動きについて詳細に記している。記載時期は、延慶4年（1311年）2月から延文5年（1360年）3月にわたり、123巻から成る。大半は散逸したものの、自筆原本も一部現存している（重要文化財）。また、甘露寺親長や三条西実隆（親長の甥）による抄本も残されている。
公賢没後、子実夏より三代を経て公数に至り家門断絶となったが、公数在世中に家の記録を順次売却して家計を維持していた。『園太暦』も文明14年（1482年）元月に中院通秀へ1000余疋をもって譲渡された。その通秀の日記『十輪院入道内府記』によると、当時の現存状況は次の通りであった。
- 延慶4年（1311年）2、3月
- 康永3年（1344年）春、夏、秋
- 貞和元年（1345年）春、夏、秋、10月、11月
- 貞和2年（1346年）春、4月、5月、秋、冬
- 貞和3年（1347年）四季
- 貞和4年（1348年）四季
- 貞和5年（1349年）春、夏、秋、11月、12月
- 観応元年（1350年）四季
- 観応2年（1351年）四季
- 文和元年（1352年）四季
- 文和2年（1353年）春、夏、秋
- 文和3年（1354年）冬
- 文和4年（1355年）四季
- 延文元年（1356年）四季
- 延文2年（1357年）四季
- 延文3年（1358年）春、夏、秋
- 延文4年（1359年）四季
- 延文5年（1360年）春（内1巻は公賢弟公敏の『公敏卿記』）

刊本は、1930〜40年代に大洋社から第4巻まで出版され、その後、1970年代以降、史料纂集の一部として全8巻が刊行されている。